# Rainer Lisowski
Rainer Lisowski ist ein deutscher Politikwissenschaftler. Er ist Professor an der Hochschule Bremen und lehrt an der dortigen School of International Business.

## Leben
Rainer Lisowski wurde im Emsland geboren, wo sein polnischer Großvater nach dem Zweiten Weltkrieg als Besatzungssoldat der British Army stationiert war. Er studierte an der Universität Oldenburg Politikwissenschaft und Wirtschaftswissenschaften. Er promovierte mit einem Stipendium der Studienstiftung des deutschen Volkes bei Karl-Heinz Naßmacher am Institut für Empirische Demokratieforschung. Dort prägten ihn die politischen Ordnungsvorstellungen der Kölner Schule der Politikwissenschaft mit ihren auf Ferdinand Hermens und Joseph A. Schumpeter zurückgehenden Ideen. Entsprechend vertritt er die Anschauung eines angelsächsisch geprägten, einfachen und robusten Demokratiemodells, das auf lebhafte Konkurrenz zwischen Parteien setzt und nicht auf eine möglichste starke Identität von Regierung und Volk. Durch linksidentitäre Ideologien wie den Postkolonialismus und rechtsidentitäre Vorstellungen wie denen Martin Sellners sieht er die westliche Demokratie im Innern aktuell ebenso herausgefordert, wie durch ein erfolgreiches, autokratisches China oder den Putinismus.
Lisowski war in der Privatwirtschaft und beim Oldenburger Energieversorger EWE tätig, von wo er zur Verwaltung der Stadt Oldenburg wechselte. In der Amtszeit von Oberbürgermeister Gerd Schwandner war er für die wissenschaftlichen Angelegenheiten der Stadtverwaltung zuständig. In dieser Funktion verantwortete er u. a. die erfolgreiche Bewerbung Oldenburgs als Deutschlands Stadt der Wissenschaft 2008.
Ab 2010 verwaltete Lisowski nebenberuflich eine Professur an der Hochschule Osnabrück. 2017 folgte er einem Ruf an die Hochschule Bremen. Lisowski lehrt regelmäßig im Ausland, u. a. in Südafrika und Singapur. Die Beschäftigung mit Asien ist häufig Teil seiner Forschung und Publikationen. Er ist regelmäßiger Rezensent von politikwissenschaftlichen Neuerscheinungen für die Fachplattform Politikwissenschaft Portal.
Lisowski lebt in Oldenburg (Oldb) und ist römisch-katholisch. Er ist Mitglied der Deutschen Vereinigung für Politikwissenschaft, der Deutschen Gesellschaft zur Erforschung des Politischen Denkens sowie Kuratoriumsmitglied der Gerd und Annette Schwandner Stiftung zur Förderung von Wissenschaft und Kultur. Er ist Vertrauensdozent des Netzwerks Wissenschaftsfreiheit an der Hochschule Bremen.

## Schriften (Monografien)
- Unter Druck – Westliche Demokratie zwischen innerer Überforderung und äußerer Herausforderung, Münster, LIT-Verlag 2023, ISBN 978-3643154644
- Nach China! Beziehungen deutscher Städte in die Volksrepublik, (mit Gerd Schwandner), Münster, LIT-Verlag 2020, ISBN 978-3643146892
- Das asiatische Jahrhundert – dreht sich die Welt falsch? Eine Antwort auf Kishore Mahbubani, Münster, LIT-Verlag 2019, ISBN 978-3643143747
- Übermorgenstadt. Transformationspotenziale von Kommunen, (mit Gerd Schwandner), Münster, LIT-Verlag 2017, ISBN 978-3643138651
- Die strategische Planung politischer Kampagnen in Wirtschaft und Politik (Dissertation), Oldenburg, Universitätsverlag Isensee 2006, ISBN 978-3899953268